# Acalolepta boninensis
Acalolepta boninensis es una especie de escarabajo longicornio del género Acalolepta, tribu Monochamini, subfamilia Lamiinae. Fue descrita científicamente por Hayashi en 1971.
Se distribuye por Japón. Mide aproximadamente 13-26,5 milímetros de longitud. El período de vuelo de esta especie ocurre entre abril y agosto.